# Bit Hippie
Bit Hippie es el séptimo álbum de la banda argentina de blues y rock La Mississippi (el sexto de estudio).
Las doce canciones del disco son composiciones propias y fue el primer disco de la banda en ser grabado en forma digital.
Fue publicado por el sello Quatro K Records, la división musical de la productora de televisión Cuatro Cabezas.

## Historia
Al finalizar la gira de presentación de Yo estuve ahí, los músicos se encontraron con un puñado de canciones recién terminadas. Inmediatamente, empezaron a trabajar en los demos en una PC, algo que el grupo nunca había hecho antes. "Como una broma, como nos encontramos trabajando con computadoras le pusimos al estudio Bit Hippie Records", mencionó el cantante Ricardo Tapia.
Este es el primer disco de concepción digital de La Mississippi, y si bien se utilizó Pro Tools en su grabación, también se usaron micrófonos antiguos. El disco fue grabado en septiembre de 2001 en los estudios Panda de Buenos Aires con el técnico Ricardo Troilo, quien había trabajado con Catupecu Machu.
Bit Hippie contiene doce nuevos temas, compuestos íntegramente por los miembros de la banda. Las canciones representan a la vez una mirada hacia atrás y un paso adelante, ya que vuelven un poco a sus raíces de blues, rock and roll, soul y rhythm & blues, sin dejar de lado el crecimiento y la experimentación que habían ganado en los últimos años.
El álbum cierra con «Fauna de bar», aludiendo nuevamente a los bares porteños. "Es una visión un poco más nocturna de los bares que hay en Buenos Aires, que tienen mucha actividad y que están muy a full todo el tiempo", explicó Tapia.
Poco antes del lanzamiento del álbum se publicó como adelanto un sencillo con la canción «El municipal», un candente retrato de la realidad social argentina de aquellos tiempos, que fue adoptado como cortina en el programa de televisión de Jorge Lanata.
La reedición del CD incluye como bonus tracks los videoclips de «Mi capital» y «El detalle» (en versión tango).

## Lista de canciones
| N.º   | Título                            | Escritor(es)                                                                  | Duración |  |
| 1.    | «Perro guardián»                  | R. Tapia, E Introcaso                                                         | 2:36     |  |
| 2.    | «El municipal»                    | R. Tapia, C. Cannavo. J.C. Tordó                                              | 2:14     |  |
| 3.    | «Obsesión»                        | R. Tapia, E Introcaso                                                         | 3:36     |  |
| 4.    | «Incidentes en la ruta»           | R. Tapia, C. Cannavo                                                          | 3:35     |  |
| 5.    | «Gente mala»                      | R. Tapia                                                                      | 3:13     |  |
| 6.    | «Mi capital»                      | R. Tapia, G. Ginoi                                                            | 3:41     |  |
| 7.    | «El detalle»                      | R. Tapia, C. Cannavo                                                          | 3:44     |  |
| 8.    | «Valentín Alsina (Ritmo y Blues)» | R. Tapia, C. Cannavo                                                          | 3:38     |  |
| 9.    | «Hola y adiós»                    | R. Tapia, E. Introcaso                                                        | 3:12     |  |
| 10.   | «Sin rumbo»                       | R. Tapia, G. Ginoi                                                            | 3:15     |  |
| 11.   | «La misma moneda»                 | R. Tapia, E Introcaso                                                         | 3:41     |  |
| 12.   | «Un día feliz»                    | R. Tapia, G. Ginoi                                                            | 3:28     |  |
| 13.   | «Fauna de bar»                    | R. Tapia, G. Ginoi, C. Cannavo, J.C. Tordó, E. Introcaso, M. Yeyati, De Ipola | 2:19     |  |
| 42:08 |                                   |                                                                               |          |  |

## Músicos

#### La Mississippi
- Ricardo Tapia — voz.
- Gustavo Ginoi — guitarras.
- Eduardo Introcaso — saxo alto.
- Zeta Yeyati — saxo tenor.
- Claudio Cannavo — bajos.
- Miguel De Ipola — teclados.
- Juan Carlos Tordó — batería y percusión.[5]